# Echinocamptus kamerunensis
Echinocamptus kamerunensis är en kräftdjursart som först beskrevs av Andreas Kiefer.  Echinocamptus kamerunensis ingår i släktet Echinocamptus och familjen Canthocamptidae. Inga underarter finns listade i Catalogue of Life.